# Романівське джерело
Рома́нівське джерело́ — гідрологічна пам'ятка природи місцевого значення в Україні. Розташована на території Тернопільського району Тернопільської області, на північно-західній околиці села Романівка, в долині річки Гнила Рудка. 
Площа — 0,02 га, статус отриманий у 1994 році.